# Mariko-juku

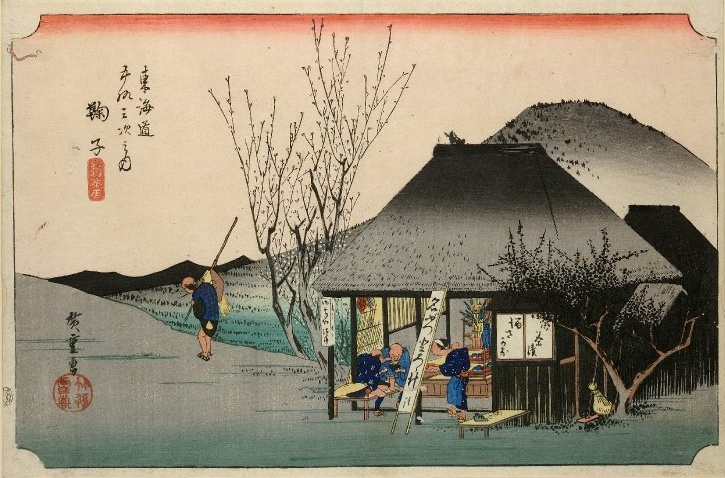
Mariko-juku in den 1830er Jahren, Farbholzschnitt von Hiroshige aus der Serie Die 53 Stationen des Tōkaidō (Hoeidō-Ausgabe)

Mariko-juku (japanisch 鞠子宿/丸子宿) war die zwanzigste der 53 Stationen des Tōkaidō. Ihre Lage ist in dem heutigen Suruga-ku in Shizuoka, Präfektur Shizuoka, Japan.

## Geschichte
Mariko-juku war mit etwa 795 Einwohnern eine der kleinsten Poststationen des Tōkaidō. Alte Häuser aus der Edo-Zeit finden sich in Utsuinotani, das zwischen Mariko-juku und der benachbarten Poststation Okabe-juku liegt. Die Station Mariko hatte starke Verbindungen zu den Klans der Minamoto, Imagawa und Tokugawa.

## Darstellung von Hiroshige
Der Farbholzschnitt von Hiroshige aus der Serie „Die 53 Stationen des Tōkaidō“ enthält Anspielungen auf klassische japanische Poesie und Literatur. Mariko war berühmt für tororojiru, ein Brei aus geriebener Gerste mit Aonori und tororo, einer Art Kartoffel. Diese Spezialität wurde durch ein Gedicht des berühmten Matsuo Bashō – ume wakana/Mariko no shuku/tororojiru („Pflaumen blühen, Kräuter sprießen, und in Mariko gibt’s tororojiru“) – noch bekannter. Auch im Roman Tōkaidōchū hizakurige („Auf Schusters Rappen über die Tōkaidō“) von Jippensha Ikku aus der Edo-Zeit tauchen Mariko und seine Spezialität auf: die beiden Protagonisten der Geschichte wollen in Mariko Rast machen und tororojiru essen. Der Wirt reibt die Kartoffeln und gerät mit seiner Frau in heftigen Streit, weil ihr Kind anfängt zu schreien. Der Wirt schlägt seine Frau mit der Reibe, woraufhin sie ihn mit dem Brei bewirft. Eine Nachbarin kommt hinzu um zu schlichten und alle drei rutschen auf dem Brei aus, weswegen die Protagonisten der Geschichte hungrig weggehen müssen.
Auf Hiroshiges Darstellung findet sich neben Schildern, die die Gerichte anpreisen (meibutsu tororojiru, deutsch „Spezialität tororo-Suppe“), ein blühender Pflaumenbaum als Anspielung auf Bashōs Gedicht. Außerdem sind zwei Männer zu sehen, die Suppe essen und von einer Frau mit einem Kleinkind auf dem Rücken bedient werden, was eine eindeutige Anspielung auf Jippenshas Roman sein dürfte, mit dem Unterschied, dass die beiden Protagonisten hier zu essen bekommen.

## Benachbarte Poststationen
Tōkaidō
Fuchū-shuku – Mariko-juku – Okabe-juku